# Telecom Argentina
Telecom Argentina — провайдер телекоммуникационных услуг в Аргентине. Оказывает услуги местных, междугородних и международных звонков, доступа в интернет.
Владеет брендами Personal (услуги сотовой связи) и Arnet (интернет-провайдер).